# Carta carbone

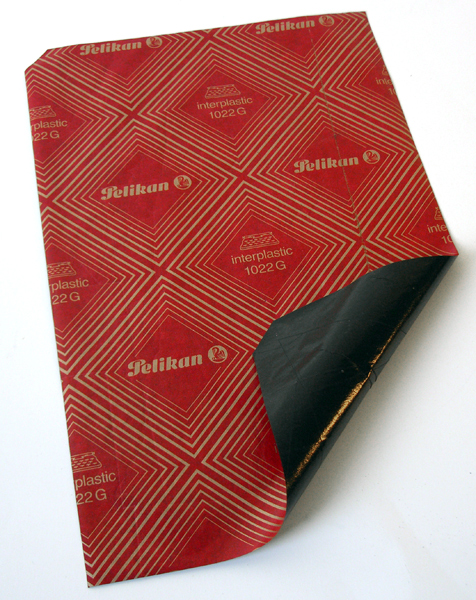
Un foglio di carta carbone

La carta carbone è una carta rivestita su un lato da uno strato di inchiostro asciutto, di solito unito a della cera, che era utilizzata per creare una o più copie di un documento durante la scrittura dello stesso. Viene chiamata più propriamente carta copiativa, in quanto se ne distinguono vari tipi e non tutti creano copie del colore nero tipico del carbone.

## Uso
Il foglio di carta carbone viene frapposto tra il foglio dove si intende scrivere il documento e quello dove lo si vuol copiare, con la superficie inchiostrata rivolta verso il basso, in modo da farla combaciare con la superficie del foglio destinato alla copia. Nel caso si vogliano ottenere più copie contemporaneamente si usa utilizzare per l'originale, quello che riceverà l'impressione del segno, un foglio di carta normale e per tutti gli altri, invece, dei fogli di carta velina.
La carta carbone può essere usata sia per scrivere il documento manualmente sia che si voglia usare una macchina per scrivere; la pressione della penna o della piastrina portacaratteri del martelletto nella macchina deposita l'inchiostro sul foglio sottostante, creando così una copia carbone del documento originale.
Il trasferimento dell'inchiostro sul foglio di carta sottostante lascia una traccia del testo copiato sulla superficie inchiostrata del foglio di carta carbone utilizzato. Per questo motivo, se utilizzato per creare copie di documenti sensibili, la cui riservatezza è di massima importanza, un foglio di carta carbone andrebbe distrutto subito dopo l'operazione di copia.
Nell'uso corrente però la carta copiativa veniva usata moltissime volte di seguito, praticamente fino a consumare tutto l'inchiostro disponibile. È stato calcolato che fogli delle migliori marche possono venir usati anche più di cento volte, a seconda della quantità del testo, dalla grandezza delle lettere e dalla pesantezza del tratto. Nei testi scritti a macchina la carta carbone poteva sopportare dai 30 ai 50 utilizzi.

## Tipi di carta carbone

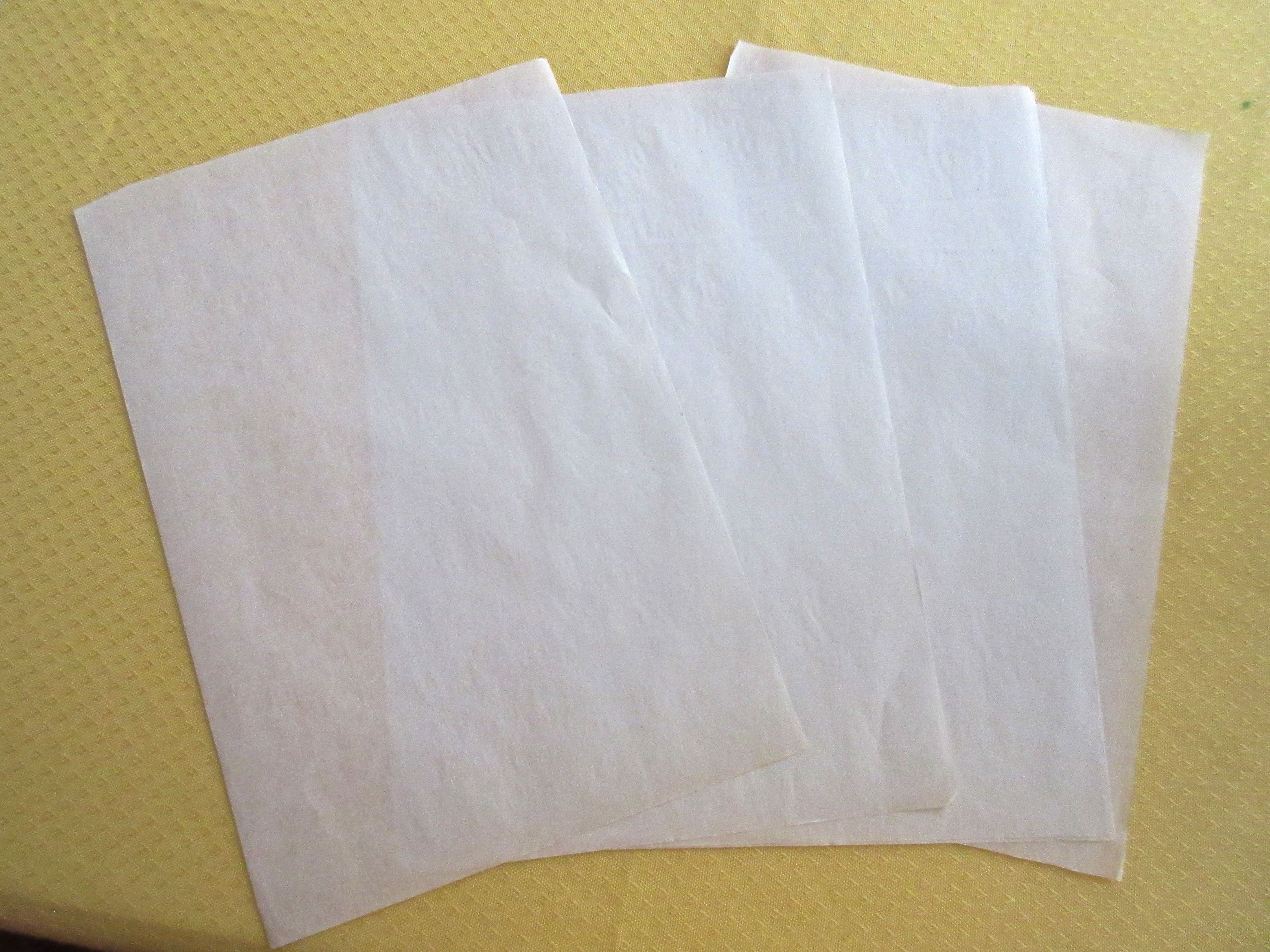
Fogli di carta velina

La prima distinzione si fa tra la carta usata per copie manuali e quelle per macchina da scrivere, la seconda per colore. La carta copiativa usata per le macchine da scrivere è più sottile e l'inchiostro che la ricopre è più secco, il che permette riproduzioni fedelissime dei tipi battuti e l'impiego contemporaneo di vari strati. In situazioni ottimali queste carte permettevano di creare fino a sei o sette copie ancora sufficientemente leggibili. Va detto per inciso che per le copie veniva usata la "carta velina", cioè carta resistente ma molto sottile, un articolo oggi praticamente sconosciuto in quanto tramontato con la carta carbone stessa. La velina è passata poi a significare un promemoria, proprio in quanto le copie dei documenti che rimanevano in ufficio per archivio e possibile consultazione erano scritte su questa carta sottile e quasi trasparente come un velo.
Agli inizi del XX secolo le carte carbone per macchina da scrivere si trovavano in commercio in vari colori. Quello più usato era il blu, ma venne presto soppiantato dal nero, mentre spariva il rosso che non si era dimostrato interessante per la copiatura di pagine intere di testo. Il rosso si fece strada invece nei nastri delle macchine da scrivere dove serviva come evidenziatore.
Le carte copiative per uso manuale non erano previste per permettere più di una copia alla volta, per cui erano più grosse. Erano anche più robuste, dovendo sopportare la scrittura manuale che non garantisce un peso tanto uniforme come quella a macchina. Tanto è vero che le ultime carte copiative non erano più fogli di carta, ma di plastica il che le rendeva molto più resistenti. Finché queste carte venivano usate prevalentemente per copiare dei testi, il loro colore rimase il blu. Gli ultimi impieghi delle carte copiative blu sono state le compilazioni di ricevute o delle bolle di accompagnamento o altri simili documenti di cui si voleva avere una copia, per cui i relativi bollettari presentavano le pagine numerate in doppio per potervi inserire in mezzo la carta copiativa. Gli ultimi bollettari di questo tipo avevano anzi già eliminato la carta carbone, in quanto il superiore dei due fogli veniva trattato chimicamente sul retro in modo da fungere esso stesso da copiativa.
Ben altro discorso vale per le carte copiative manuali, usate per la riproduzione di disegni. Sono state molto utili fino all'avvento dei computer, ed in alcuni casi si usano tuttora. Si trovavano in commercio in misure molto grandi, anche in A0, ed in vari colori per poterle utilizzare pure su superfici non bianche: in particolare vanno ricordate le copiative gialle per copiare su carta e tessuti neri.

## Storia
La carta carbone venne inventata nel 1806 da Pellegrino Turri, che aveva perfezionato la macchina per scrivere inventata nel 1802 dall'amico Conte Agostino Fantoni di Fivizzano. Secondo altre fonti, l'inventore fu, sempre nel 1806, l'inglese Ralph Wedgwood, intento a riscrivere l'aramaico.

I produttori di carta carbone sono stati i più grandi consumatori di cera montana.

## La carta carbone oggi
Oggi, la carta carbone è caduta quasi in totale disuso. È stata largamente soppiantata da dispositivi elettronici come le fotocopiatrici, che permettono la copia di documenti in maniera più veloce e agevole. Al suo declino ha anche contribuito la diffusione dei personal computer e delle stampanti negli uffici.
Le moderne tecnologie hanno eliminato anche l'impiego di carta carbone manuale da tutti gli studi professionali. La utilizzano ancora taluni artigiani e chi si diletta con il bricolage.
Infine resta una traccia dell'uso della carta carbone nel campo CC delle e-mail, che in Italia viene letto come "copia conoscenza" ma in realtà è acronimo di "Carbon Copy".

## Applicazione in celle a combustibile
Una sostanza nota come "carta carbone" è utilizzata anche nelle applicazioni legate alle celle a combustibile. Tuttavia, questo foglio di carbonio non ha nulla a che fare con la carta carbone usata per copiare testi. Si tratta infatti di microfibre di carbonio trasformate in fogli piatti, impiegati come elettrodi per facilitare la diffusione dei reagenti attraverso la membrana con strato catalitico, che costituisce una parte dell’assemblaggio elettrodo-membrana (MEA).